# Andrzej Witkowski
Andrzej Witkowski (* 29. srpna 1979) je bývalý polský sportovní šermíř, který se specializoval na šerm fleretem. Polsko reprezentoval krátce v prvních letech jednadvacátého století. V roce 2004 obsadil třetí místo na mistrovství Evropy v soutěži jednotlivců a s polským družstvem fleretistů vybojoval druhé místo.